# Trại hủy diệt Bełżec
Belzec (tiếng Ba Lan: Belzec [bɛu̯ʐɛt S]), là trại đầu tiên của các trại hủy diệt do Đức Quốc xã tạo ra để thực hiện chiến dịch Reinhard trong Holocaust. Hoạt động từ năm 1942, trại nằm ở Ba Lan bị chiếm đóng, khoảng 1 km về phía nam nhà ga đường sắt địa phương của Belzec ở huyện Lublin của Chính phủ tổng hợp.
Người ta cho rằng có khoảng từ 430.000 đến 500.000 người Do Thái đã bị giết tại Belzec, cùng với số lượng không rõ những người Ba Lan và Roma, người ta chỉ biết chỉ có một hoặc hai người Do Thái đã sống sót khỏi trại Belzec: Rudolf Reder và Chaim Hirszman. Việc thiếu những người sống sót có thể là lý do tại sao trại này rất ít được biết đến mặc dù có số lượng nạn nhân khổng lồ.
Belzec nằm trong huyện Lublin bốn mươi bảy dặm Anh về phía bắc của thành phố lớn Lviv (Lvov, Lwów), thuận lợi giữa các cộng đồng dân Do Thái lớn phía đông nam Ba Lan và phía đông Galicia. Trại hủy diệt Belzec, mô hình cho hai trại khác trong chương trình giết người Aktion Reinhard, bắt đầu như một trại lao động vào tháng 4 năm 1940, trong quá trình của dự án-Burggraben gắn liền với vùng đất dành riêng Lublin đặt trong cùng một khu vực: khu vực đất dành là nguồn dự trữ cho lao động cưỡng bức bởi các trại nhỏ khác nhau nhỏ như Belzec, để xây dựng các công trình phòng thủ dọc theo đường phân giới cắm mốc của Đức Quốc xã-Liên Xô như một con mương chống tăng dài. Trong khi dự án Burggraben đã bị đóng cửa vào cuối năm do không hiệu quả, Belzec được mở lại vào năm 1942 để hoàn thành một phần của rãnh chống tăng.